# Подок (Решетиловский район)
Подок (укр. Підок) — село,
Сухорабовский сельский совет,
Решетиловский район,
Полтавская область,
Украина.
Код КОАТУУ — 5324285003. Население по переписи 2001 года составляло 57 человек.

## Географическое положение
Село Подок находится в 2-х км от правого берега реки Говтва,
выше по течению на расстоянии в 4,5 км расположено село Михновка,
ниже по течению на расстоянии в 5 км расположено село Говтва (Козельщинский район),
на противоположном берегу — село Капустяны.